# Secrétaire économique du Trésor
Le secrétaire économique au Trésor (en anglais : Economic Secretary to the Treasury) est le sixième poste ministériel le plus élevé du département exécutif du trésor de Sa Majesté du gouvernement britannique, traditionnellement après le chancelier de l'Échiquier, le secrétaire en chef du Trésor, le secrétaire parlementaire du Trésor, le Paymaster General s'il n'est pas rattaché au Bureau du Cabinet (comme tel est le cas actuellement) et le secrétaire financier du Trésor.
La fonction est créée en décembre 1947 et abolie en décembre 1964, mais rétablie en novembre 1981. Depuis avril 2014, le secrétaire économique est ex officio ministre de la Cité (City Minister), titre auparavant porté par le secrétaire financier à partir de 2010, responsable du développement de la Cité de Londres d'un point du vue financier.

## Secrétaires économiques du Trésor
Légende (pour les partis politiques) : 

| Nom                                                      | Nom                                                      | Portrait                                                 | Mandat           | Mandat           | Parti politique | Premier ministre | Premier ministre    | Chancelier         |
| -------------------------------------------------------- | -------------------------------------------------------- | -------------------------------------------------------- | ---------------- | ---------------- | --------------- | ---------------- | ------------------- | ------------------ |
|                                                          | Douglas Jay                                              |                                                          | 13 novembre 1947 | 23 février 1950  | Travailliste    |                  | Attlee              | Cripps             |
|                                                          | John Edwards                                             |                                                          | février 1950     | 1951             | Travailliste    | Gaitskell        | Attlee              |                    |
| Office vacant (ministre d'État aux Affaires économiques) | Office vacant (ministre d'État aux Affaires économiques) | Office vacant (ministre d'État aux Affaires économiques) | 1951–1952        | 1951–1952        |                 |                  | Churchill           | Butler             |
|                                                          | Reginald Maudling                                        |                                                          | 1952             | 7 avril 1955     | Conservateur    |                  | Churchill           | Butler             |
|                                                          | Edward Boyle                                             |                                                          | 1955             | 1956             | Conservateur    |                  | Eden                | Macmillan          |
|                                                          | Derek Walker-Smith                                       |                                                          | 1956             | 1957             | Conservateur    |                  | Eden                | Macmillan          |
|                                                          | Nigel Birch                                              |                                                          | 1957             | 1958             | Conservateur    |                  | Macmillan           | Thorneycroft       |
| Office vacant                                            | Office vacant                                            | Office vacant                                            | 1958             | 1958             |                 | H-Amory          | Macmillan           |                    |
|                                                          | Frederick Erroll                                         |                                                          | 1958             | 1959             | Conservateur    | H-Amory          | Macmillan           |                    |
|                                                          | Anthony Barber                                           |                                                          | 1959             | 1962             | Conservateur    | H-Amory          | Macmillan           |                    |
| Lloyd                                                    | Anthony Barber                                           |                                                          | 1959             | 1962             | Conservateur    |                  | Macmillan           |                    |
|                                                          | Edward du Cann                                           |                                                          | 1962             | 1963             | Conservateur    | Maudling         | Macmillan           |                    |
|                                                          | Maurice Macmillan                                        |                                                          | 1963             | 1964             | Conservateur    | Maudling         |                     | D-Home             |
|                                                          | Anthony Crosland                                         |                                                          | 19 octobre 1964  | 22 décembre 1964 | Travailliste    |                  | Wilson              | Callaghan          |
| Office vacant                                            | Office vacant                                            | Office vacant                                            | 1964–1981        | 1964–1981        |                 |                  | Wilson              | Callaghan          |
| Office vacant                                            | Office vacant                                            | Office vacant                                            | 1964–1981        | 1964–1981        | Jenkins         |                  | Wilson              |                    |
| Office vacant                                            | Office vacant                                            | Office vacant                                            | 1964–1981        | 1964–1981        |                 | Heath            | Macleod             |                    |
| Office vacant                                            | Office vacant                                            | Office vacant                                            | 1964–1981        | 1964–1981        | Barber          | Heath            |                     |                    |
| Office vacant                                            | Office vacant                                            | Office vacant                                            | 1964–1981        | 1964–1981        |                 | Wilson           | Healey              |                    |
| Office vacant                                            | Office vacant                                            | Office vacant                                            | 1964–1981        | 1964–1981        | Callaghan       |                  | Healey              |                    |
| Office vacant                                            | Office vacant                                            | Office vacant                                            | 1964–1981        | 1964–1981        |                 | Thatcher         | Howe                |                    |
|                                                          | Jock Bruce-Gardyne                                       |                                                          | 11 novembre 1981 | 1983             | Conservateur    | Thatcher         | Howe                |                    |
|                                                          | John Moore                                               |                                                          | 13 juin 1983     | 19 octobre 1983  | Conservateur    | Thatcher         | Lawson              |                    |
|                                                          | Ian Stewart                                              |                                                          | 19 octobre 1983  | 11 juin 1987     | Conservateur    | Thatcher         | Lawson              |                    |
|                                                          | Peter Lilley                                             |                                                          | 11 juin 1987     | 24 juillet 1989  | Conservateur    | Thatcher         | Lawson              |                    |
|                                                          | Richard Ryder                                            |                                                          | 24 juillet 1989  | 14 juillet 1990  | Conservateur    | Thatcher         | Lawson              |                    |
| Major                                                    | Richard Ryder                                            |                                                          | 24 juillet 1989  | 14 juillet 1990  | Conservateur    | Thatcher         |                     |                    |
|                                                          | John Maples                                              |                                                          | 1990             | 9 avril 1992     | Conservateur    | Thatcher         |                     |                    |
|                                                          | John Maples                                              | Major                                                    | 1990             | 9 avril 1992     | Conservateur    | Lamont           |                     |                    |
|                                                          | Anthony Nelson                                           | Major                                                    |                  | 1992             | 1995            | Lamont           | Conservateur        |                    |
| Clarke                                                   | Anthony Nelson                                           | Major                                                    |                  | 1992             | 1995            |                  | Conservateur        |                    |
|                                                          | Angela Knight                                            | Major                                                    |                  | 5 juillet 1995   | 1er mai 1997    | Conservateur     |                     |                    |
|                                                          | Helen Liddell                                            |                                                          | 3 mai 1997       | 27 juillet 1998  | Travailliste    |                  | Blair               | Brown              |
|                                                          | Patricia Hewitt                                          |                                                          | 27 juillet 1998  | 17 mai 1999      | Travailliste    |                  | Blair               | Brown              |
|                                                          | Melanie Johnson                                          |                                                          | 17 mai 1999      | 8 juin 2001      | Travailliste    |                  | Blair               | Brown              |
|                                                          | Ruth Kelly                                               |                                                          | 8 juin 2001      | 15 mai 2002      | Travailliste    |                  | Blair               | Brown              |
| Office vacant                                            | Office vacant                                            | Office vacant                                            | 2002             | 2002             |                 |                  | Blair               | Brown              |
|                                                          | John Healey                                              |                                                          | 15 décembre 2002 | 6 mai 2005       | Travailliste    |                  | Blair               | Brown              |
|                                                          | Ivan Lewis                                               |                                                          | mai 2005         | mai 2006         | Travailliste    |                  | Blair               | Brown              |
|                                                          | Ed Balls                                                 |                                                          | 6 mai 2006       | 28 juin 2007     | Travailliste    |                  | Blair               | Brown              |
|                                                          | Kitty Ussher                                             |                                                          | 29 juin 2007     | 5 octobre 2008   | Travailliste    |                  | Brown               | Darling            |
|                                                          | Ian Pearson                                              |                                                          | 5 octobre 2008   | 11 mai 2010      | Travailliste    |                  | Brown               | Darling            |
|                                                          | Justine Greening                                         |                                                          | 13 mai 2010      | 14 octobre 2011  | Conservateur    |                  | Cameron (Coalition) | Osborne            |
|                                                          | Chloe Smith                                              |                                                          | 14 octobre 2011  | 4 septembre 2012 | Conservateur    |                  | Cameron (Coalition) | Osborne            |
|                                                          | Sajid Javid                                              |                                                          | 4 septembre 2012 | 7 octobre 2013   | Conservateur    |                  | Cameron (Coalition) | Osborne            |
|                                                          | Nicky Morgan                                             |                                                          | 7 octobre 2013   | 9 avril 2014     | Conservateur    |                  | Cameron (Coalition) | Osborne            |
|                                                          | Andrea Leadsom                                           |                                                          | 9 avril 2014     | 11 mai 2015      | Conservateur    |                  | Cameron (Coalition) | Osborne            |
|                                                          | Harriett Baldwin                                         |                                                          | 11 mai 2015      | 16 juillet 2016  | Conservateur    |                  | Cameron (II)        | Osborne            |
|                                                          | Simon Radford-Kirby                                      |                                                          | 17 juillet 2016  | 9 juin 2017      | Conservateur    |                  | May (I)             | Hammond            |
|                                                          | Stephen Barclay                                          |                                                          | 14 juin 2017     | 9 janvier 2018   | Conservateur    |                  | May (II)            | Hammond            |
|                                                          | John Glen                                                |                                                          | 9 janvier 2018   | 6 juillet 2022   | Conservateur    |                  | Johnson (I et II)   | Javid Sunak Zahawi |
|                                                          | Richard Fuller                                           |                                                          | 8 juillet 2022   | 27 octobre 2022  | Conservateur    |                  | Johnson (II) Truss  | Zahawi Kwarteng    |
|                                                          | Andrew Griffith                                          |                                                          | 27 octobre 2022  | 13 novembre 2023 | Conservateur    |                  | Sunak               | Hunt               |
|                                                          | Bim Afolami                                              |                                                          | 13 novembre 2023 | 5 juillet 2024   | Conservateur    |                  | Sunak               | Hunt               |
|                                                          | Tulip Siddiq                                             |                                                          | 9 juillet 2024   | 14 janvier 2025  | Travailliste    |                  | Starmer             | Reeves             |
|                                                          | Emma Reynolds                                            |                                                          | 14 janvier 2025  | en cours         | Travailliste    |                  | Starmer             | Reeves             |